# Almindelig ærteblomst
Almindelig ærteblomst (Lathyrus odoratus), ofte benævnt "lathyrus", er en enårig, urteagtig plante. Den bruges som sommerblomst for sine farveprægtige, duftende blomster. Blomsterne har en stærk og sød, men ikke tung duft. Bælge og frø ("ærter") er giftige og bør ikke spises.

## Beskrivelse
Almindelig ærteblomst er en enårig lian med en svagt forgrenet, ranglet vækst. Stænglerne er behårede og vingede, og de bærer spredstillede blade med store akselblade. Akselbladene er smalt elliptiske og helrandede. Bladene er uligefinnede og helrandede med to ægformede til elliptiske småblade og en endestillet slyngtråd. Oversiden er grågrøn og næsten hårløs, mens undersiden er en anelse lysere og svagt behåret. 
Blomstringen foregår i juni-september, hvor man finder de langstilkede blomster i små stande med 2-7 blomster fra bladhjørnerne. De enkelte blomster er 5-tallige og uregelmæssige (typiske ærteblomster) med purpurrøde kronblade. Frugterne er bælge med otte frø.
Rodsystemet består af en kraftig, dybtgående pælerod og nogle få siderødder. Planten er afhængig af et samliv med knoldbakterier, der gør den selvforsynende med kvælstof. 
Højde x bredde og årlig tilvækst: 1,50 x 0,25 m (150 x 25 cm/år).

## Hjemsted
Almindelig ærteblomst har sin naturlige udbredelse i Nordafrika, Mellemøsten, Syditalien samt på Kreta og Sicilien. Den er knyttet til lysåbne eller let skyggede voksesteder med tør, veldrænet og næringsfattig jord. 
I hvedemarkerne på Sicilien findes arten som ukrudtsplante sammen med bl.a. agergåseurt, alm. rajgræs, bladløs fladbælg, blæresmælde, gul okseøje, gul rasleblomst, hedebjergmynte, Hypochoeris achyrophorus (en art af kongepen), italiensk oksetunge, jomfru i det grønne, liden sneglebælg, liden tvetand, mamelukærme, opret hønsetarm, pindsvinkamgræs, porreløg, sandvikke, smalbladet kløver, Stor Hjertegræs og vild gulerod

## Frøsorter
Ved et langvarigt krydsnings- og udvælgelsesarbejde er der skabt et stort antal frøsorter af denne art. Sorterne har alle artens behagelige duft, men de er stærkt afvigende med hensyn til blomsterfarve og vækstform. Hvis man selv høster frø af plantens modne bælge, tabes de tilstræbte sortsegenskaber, men man opnår en bred variation i farve, blomsterstørrelse og vækstform.
| Portal | Portal:Botanik |

## Fodnoter
1. ↑  FizzyEnergy.com: The Most Beautiful flowers from most poisonous plants (engelsk)
2. ↑  Gioachino Ferro: Nuovi datiuovi dati sulla vegetazione segetale della Sicilia e considerazioni sull'all. Secalion (italiensk)